# Бен-Уэйд (тауншип, Миннесота)
Бен-Уэйд (англ. Ben Wade) — тауншип в округе Поп, Миннесота, США. На 2000 год его население составило 252 человек.

## География
По данным Бюро переписи населения США площадь тауншипа составляет 91,7 км², из которых 91,7 км² занимает суша, а 3,6 км² — вода (3,95 %).

## Демография
По данным переписи населения 2000 года здесь находились 252 человека, 88 домохозяйств и 68 семей.  Плотность населения —  2,9 чел./км².  На территории тауншипа расположено 95 построек со средней плотностью 1,1 построек на один квадратный километр. Расовый состав населения: 98,81 % белых, 0,40 % афроамериканцев, 0,40 % коренных американцев и 0,40 % приходится на две или более других рас.
Из 88 домохозяйств в 38,6 % воспитывались дети до 18 лет, в 72,7 % проживали супружеские пары и в 22,7 % домохозяйств проживали несемейные люди. 21,6 % домохозяйств состояли из одного человека, при том 8,0 % из — одиноких пожилых людей старше 65 лет. Средний размер домохозяйства — 2,86, а семьи — 3,37 человека.
30,6 % населения — младше 18 лет, 7,9 % — в возрасте от 18 до 24 лет, 30,2 % — от 25 до 44, 21,4 % — от 45 до 64, и 9,9 % — старше 65 лет. Средний возраст — 34 года. На каждые 100 женщин приходилось 115,4 мужчин.  На каждые 100 женщин старше 18 приходилось 124,4 мужчин.
Средний годовой доход домохозяйства составлял 36 458 долларов, а средний годовой доход семьи —  45 278 долларов. Средний доход мужчин —  30 469  долларов, в то время как у женщин — 18 750. Доход на душу населения составил 14 500 долларов. За чертой бедности находились 9,5 % семей и 12,5 % всего населения тауншипа, из которых 14,8 % младше 18 лет.